# Adolf Reinach
Adolf Bernhard Philipp Reinach (23 de diciembre de  1883 - 16 de noviembre de  1917) fue un filósofo alemán  de la escuela de fenomenología de Múnich y teórico del derecho. Destacado representante de la llamada tradición realista dentro de la fenomenología, es considerado por Husserl como el "primer compañero de trabajo real en el desarrollo del movimiento fenomenológico".

## Biografía
Nacido en el seno de una importante familia judía de Maguncia. Sus primeros estudios los realiza en el instituto Ostergymnasium en Maguncia, donde comienza a interesarse por Platón, matriculándose en 1901  en la Universidad de Múnich, donde estudia psicología y filosofía bajo el magisterio de Theodor Lipps. En el círculo de estudiantes de Lipps se puso en contacto con Moritz Geiger, Otto Selz, Aloys Fischer y, sobre todo, Johannes Daubert.
Entre 1903 y 1904 estudia las obras de Edmund Husserl, especialmente su Investigaciones lógicas (Logische Untersuchungen). En 1904 lee su tesis doctoral sobre filosofía, dirigida por Lipps y titulada Über den Ursachenbegriff im geltenden Strafrecht (Sobre el concepto de causa en el derecho penal vigente).
En 1905, inicia sus estudios de Derecho en Múnich, entablando amistad con Alexander Pfänder, pero más tarde decidió ir a estudiar con Husserl en la ciudad universitaria de Gotinga.

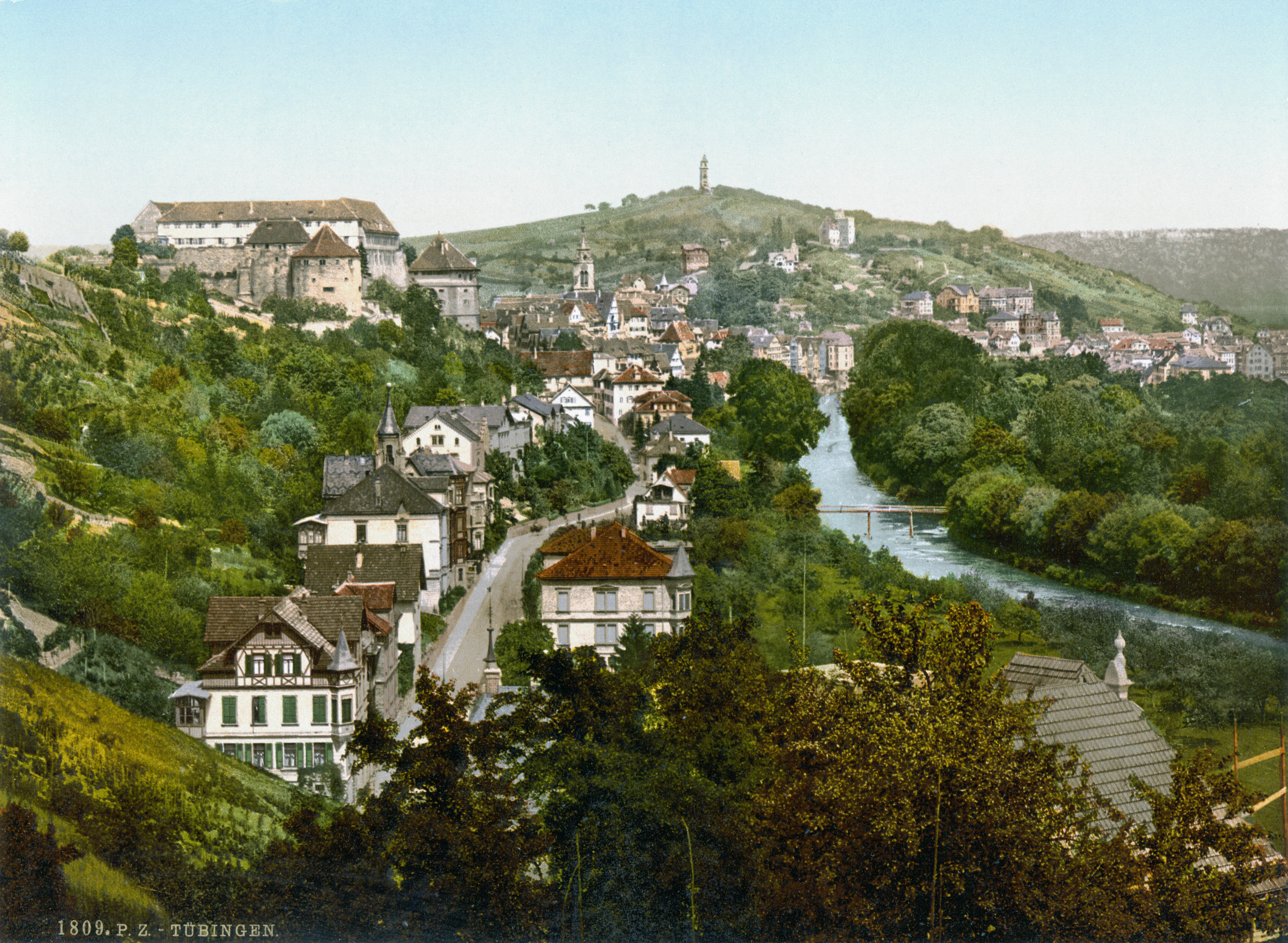
Tubinga en 1900.

En 1905 regresó a Múnich para completar sus estudios de derecho y luego continuó en el periodo  1906-1907 en la universidad de Tubinga.
Asistió a varias conferencias y seminarios sobre derecho penal del profesor Ernst Beling. En el verano de 1907 supera el primer examen de Derecho, pasando más tarde a Gotinga para asistir a los círculos de discusión de Husserl.
Gracias al apoyo de Husserl obtiene en 1909 su habilitación para la docencia universitaria en Gotinga. Durante este período, tanto por sus conferencias como por sus trabajos de investigación, vemos la influencia de su mentor pero también de Antón Marty y Johannes Daubert. Por otra parte, Reinach tuvo como seguidores a varios fenomenólogos jóvenes, como Wilhelm Schapp, Dietrich von Hildebrand, Alexandre Koyré y Edith Stein.
En este período, Husserl se embarcó en una revisión completa de su obra principal, las Investigaciones lógicas, trabajo en el que colaboró Reinach. En 1912, junto con Moritz Geiger y Alexander Pfänder fundó la revista Jahrbuch für Philosophie und Forschung phänomenologische, siendo Husserl su editor principal.
Su trabajo se basa principalmente en el análisis de Husserl del significado en las Investigaciones lógicas, pero también en la crítica de Daubert. Alexander Pfänder realizaba similares investigaciones. Cuando Husserl publica en 1913 su obra  Ideen (Ideas), muchos fenomenólogos tomaron una postura crítica frente a sus nuevas teorías, de modo que los fenomenólogos de la escuela de Múnich, como Reinach, Daubert y otros, optaron por permanecer fieles a los primeros trabajos de Husserl, Logical investigations. En lugar de seguir Husserl en el idealismo y la fenomenología trascendental, el grupo de Múnich se mantuvo una corriente realista.
Junto con su esposa se convierte al luteranismo.  Participa en  la Primera Guerra Mundial, recibiendo la Cruz de Hierro y cayendo en combate el 16 de noviembre de 1917 en los alrededores de la ciudad flamenca de Dixmuda.

## Pensamiento
Además de su trabajo en el área de la fenomenología y la filosofía en general, Reinach es el precursor de la Teoría de los actos de habla, una de las primeras teorías en pragmática de la filosofía del lenguaje, desarrollada más tarde por  John Langshaw Austin, en su obra póstuma Cómo hacer cosas con palabras y John Searle.
Su obra titulada "Los fundamentos a priori de la Ley Civil", Die apriorischen Grundlagen des bürgerlichen Rechtes, publicada en 1913, donde trata sistemáticamente de actos sociales como enunciados performativos y unos fundamentos a priori del derecho civil, comienza con la siguiente afirmación:

"...La medida en que la filosofía es la ontología o de la teoría a priori de los objetos, que tiene que ver con el análisis de todas las posibles tipos de objetos como tales. Veremos que la filosofía que aquí se encuentra con objetos de todo un nuevo tipo, objetos que no pertenecen a la naturaleza en el sentido propio, que no son ni física ni psíquica y que son a la vez diferente de todos los objetos ideales, en virtud de su temporalidad..."
página 6.

## Escritos
- Über den Ursachenbegriff im geltenden Strafrecht Leipzig: J. A. Barth 1905.
- "William James und der Pragmatismus," in Welt und Wissen. Hannoversche Blätter für Kunst, Literatur und Leben  (198): 45-65 1910.
- "Kants Auffassung des Humeschen Problems" in Zeitschrift für Philosophie und philosophische Kritik 141: 176-209 1911.
- "Die obersten Regeln der Vernunftschlüsse bei Kant" in Kant Studien 16: 214-233 1911.
- Zur Theorie des negativen Urteils. in Münchener Philosophische Abhandlungen. Festschrift für Theodor Lipps.  Ed. A. Pfänder. Leipzig: J. A. Barth 1911. pp. 196–254
- "Die Überlegung: ihre ethische und rechtliche Bedeutung I" in Zeitschrift für Philosophie und philosophische Kritik 148: 181-196 1912.
- "Die Überlegung: ihre ethische und rechtliche Bedeutung II" in Zeitschrift für Philosophie und philosophische Kritik 149: 30-58 1913.
- "Die apriorischen Grundlagen des bürgerlichen Rechtes" in Jahrbuch für Philosophie und phänomenologische Forschung  1: 685-847 1913.
- "Paul Natorps 'Allgemeine Psychologie nach kritischer Methode'" in Göttingische gelehrte Anzeigen 4: 193-214 1914.

Sus obras completas: Sämtliche Werke. Kritische Ausgabe mit Kommentar (en dos volúmenes) München: Philosophia Verlag 1989. Eds. K. Schuhmann & B. Smith.
- Adolf Reinach (1986).  Rogelio Rovira, ed. Introducción a la Fenomenología. Encuentro. ISBN 9788474901375.